# Юбілейний (Корольов)
Юбіле́йний (рос. Юбилейный) — колишнє місто обласного підпорядкування в Московській області Росії (до 2 червня 2014 р.). Зараз це район міста Корольов.

## Географія
Місто Юбілейний розташовувалось за 10 км від МКАД по Ярославському шосе. Воно займає площу в 300 га, має автобусне та залізничне (станція Болшево) сполучення з Москвою та містами Московської області. Недалеко від міста протікає річка Клязьма.
Міський округ Юбілейний практично з усіх боків було оточено територією міського округу Корольов.

## Історія
Юбілейний було одним з наймолодших міст Московської області.
Історія майбутнього міста починається з вересня 1939 року, коли в Болшево було відкрито Московське військово-інженерне училище, яке 1946 року передислокувати в Ленінград. На його місці в тому ж році почав функціонувати 4-й науково-дослідний інститут Міністерства оборони (розробка ракетно-космічної техніки). У 1950-і роки було завершено будівництво першого закритого містечка військових вчених. У 1960-і роки поруч було побудовано нове закрите військове містечко, яке стали називати другим. У 1972 році військові містечка отримали статус закритого робочого селища та умовне найменування Болшево-1.
У 1986 році з селища знято статус «закритості». 25 травня 1992 селище Болшево-1 було віднесено до категорії міст обласного підпорядкування з найменуванням місто Юбілейний.
29 листопада 2013 губернатор Московської області оголосив про те, що 2014 року місто Юбілейний та Корольов утворюють єдиний міський округ. Причиною об'єднання він назвав дефіцит площ для розвитку Корольова. Губернатор не виключив того, що до об'єднаного округу будуть приєднані території прилеглих муніципальних утворень.
15 травня 2014 депутати Мособлдуми в остаточному читанні затвердили закон про об'єднання міст Корольов та Юбілейний в єдине муніципальне утворення Корольов.

## Інфраструктура
Основні підприємства міста:
- 4 ЦНДІ Міністерства оборони РФ,
- НДІ космічних систем ім. Максимова — філія ГКНПЦ ім. Хрунічева
- інші науково-дослідні, будівельні організації.

У місті шість дитячих садків, всі мають статус «Центр розвитку дитини». Дві гімназії, ліцей, дві загальноосвітні школи, школа мистецтв, музична школа, дитячий центр «Покров». У 2007 році відкрито стадіон «Орбіта», 2012 року стадіону Рішенням Ради депутатів було повернуто первісна назва Стадіон «Чайка». Діє міська поліклініка та лікарня.
Гарнізонний будинок офіцерів переданий муніципалітету та перейменований в Будинок культури.

### Транспорт
Пряме залізничне сполучення з Москвою, Ярославський вокзал (45 — 50 хвилин на приміській електричці, 28-33 хвилин на електропоїзді «Супутник» від станцій Болшево або Підлипки-Дачні), автобусний маршрут 499 до метро ВДНХ. На східному кордоні міста розташовується третя платформа станції Болшево (Фрязінський напрямок).
Автобусні маршрути Юбілейного:
- 12ст. Підлипки — Лісова школа — ст. Болшево
- 13ст. Підлипки — Лісова школа — ст. Болшево — ст. Підлипки
- 15ст. Підлипки — Прохідна — Городок № 3
- 16ст. Підлипки — Лісова школа
- 191 мікрорайон — 2 мікрорайон — 3 мікрорайон — 1 мікрорайон
- 499ст. Болшево — Городок № 3 — Прохідна — Москва (м. ВДНХ)
- 551 Лісові Поляни (мкр. Полянка) — Лісова школа — Москва (м. ВДНХ)

### Розваги
У місті є кілька нічних клубів та ресторанів.

## Влада
Голови Адміністрації міста:
- Голубов Борис Гнатович (до 2003 року)
- Кірпічов Валерій Вікторович (з грудня 2003 року по 2014 р.)

## Фотографії

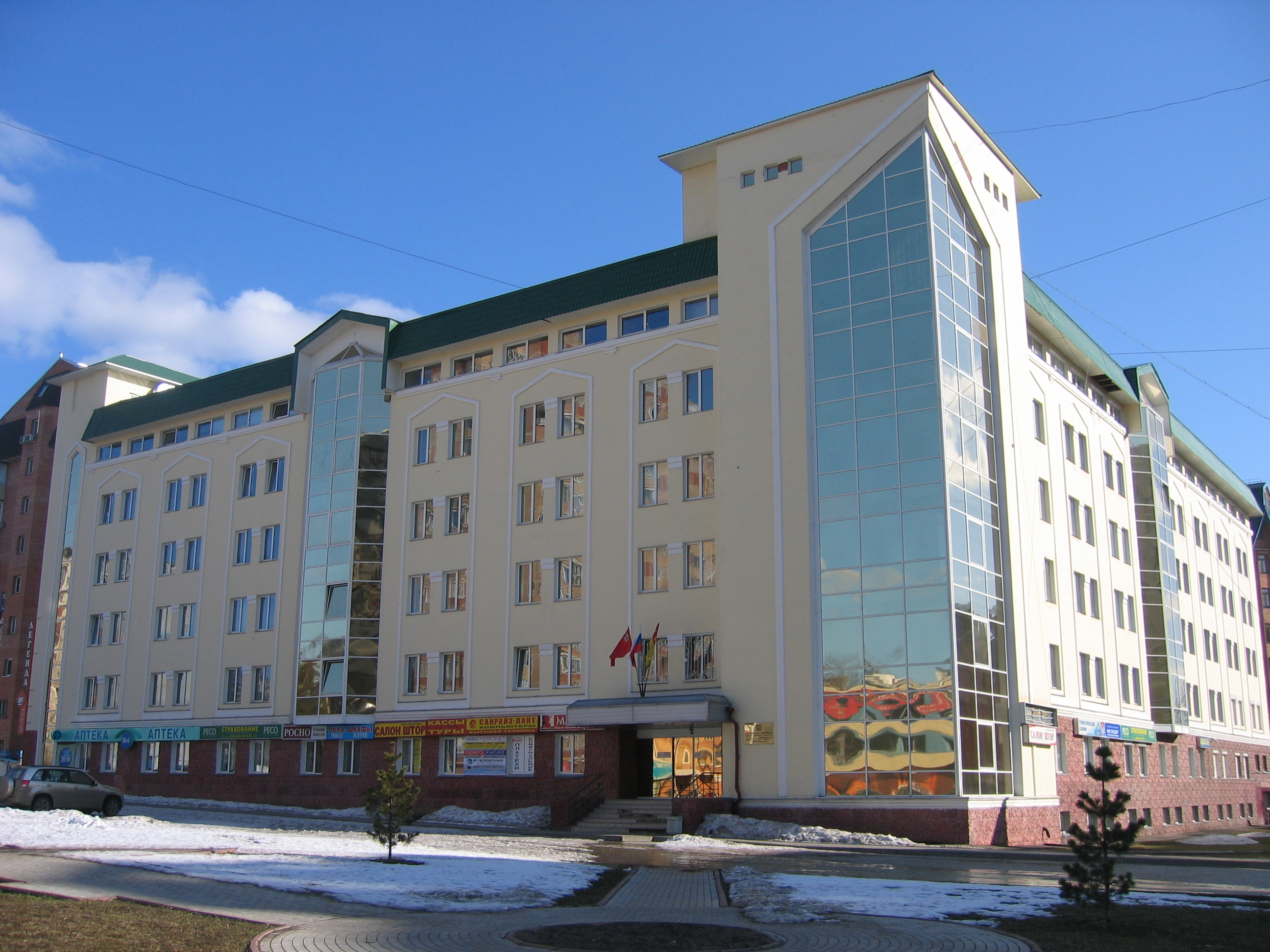
Будівля міської адміністрації
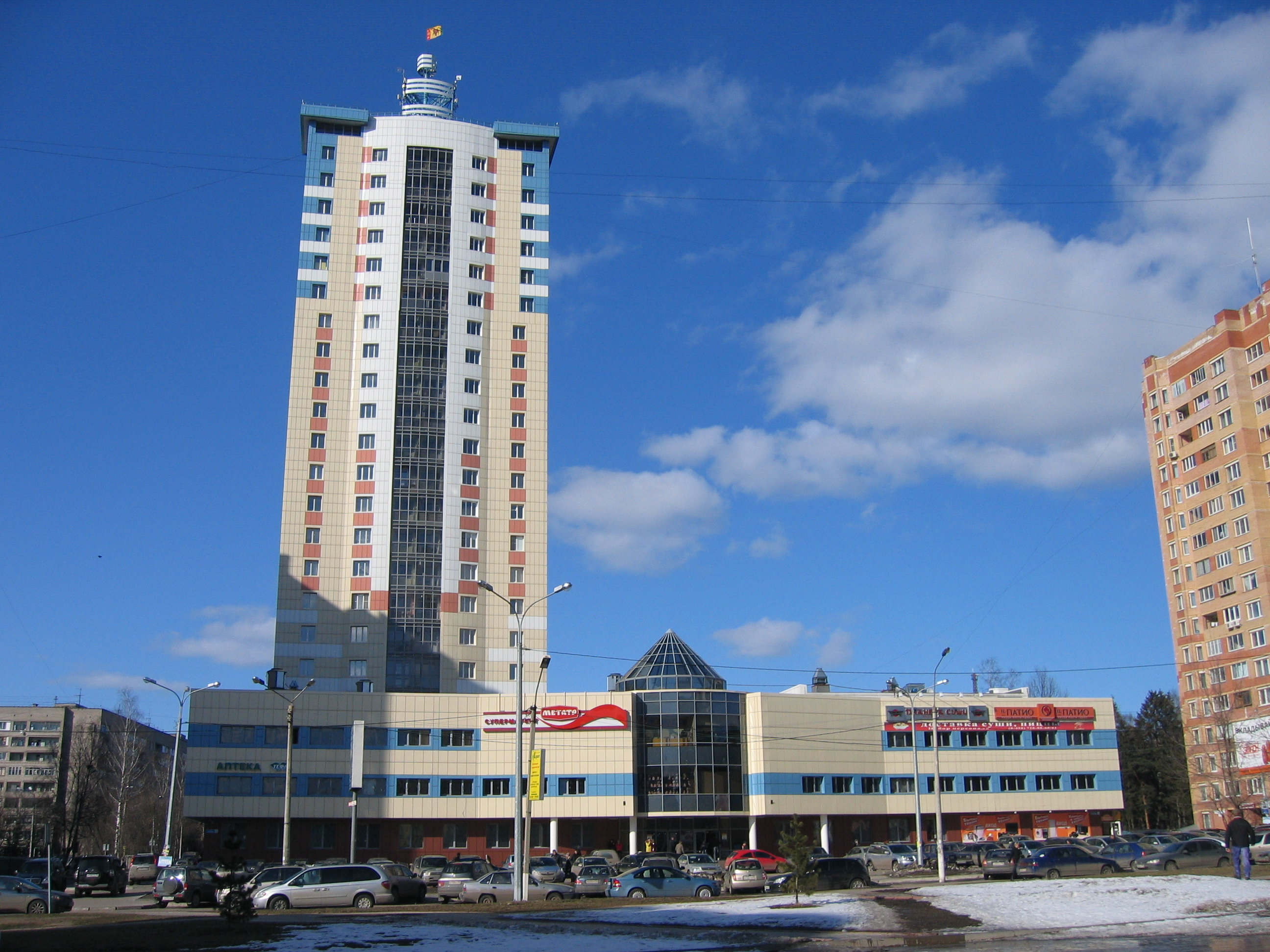
ТЦ Вертикаль
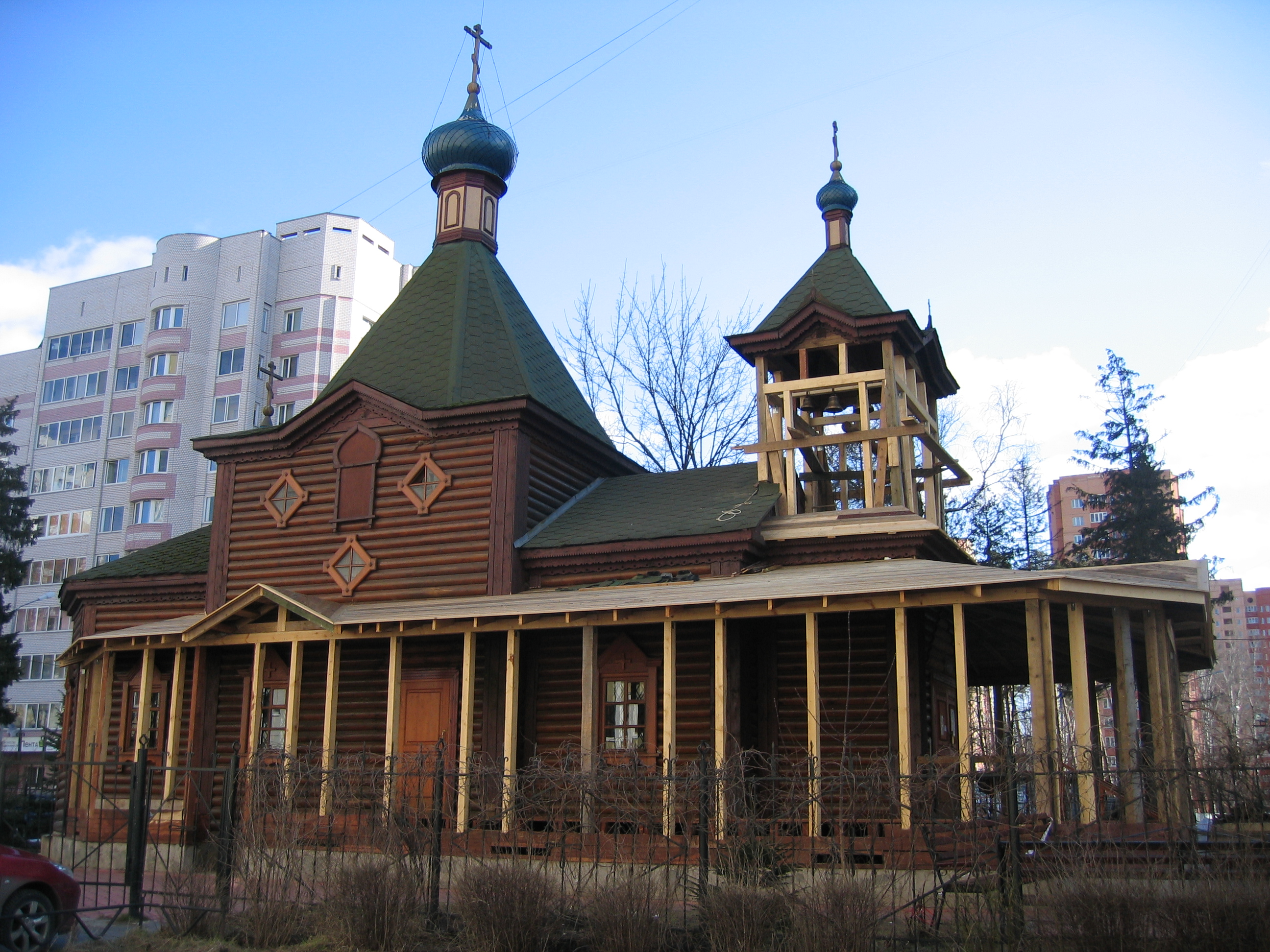
Храм прп. Серафима Саровського
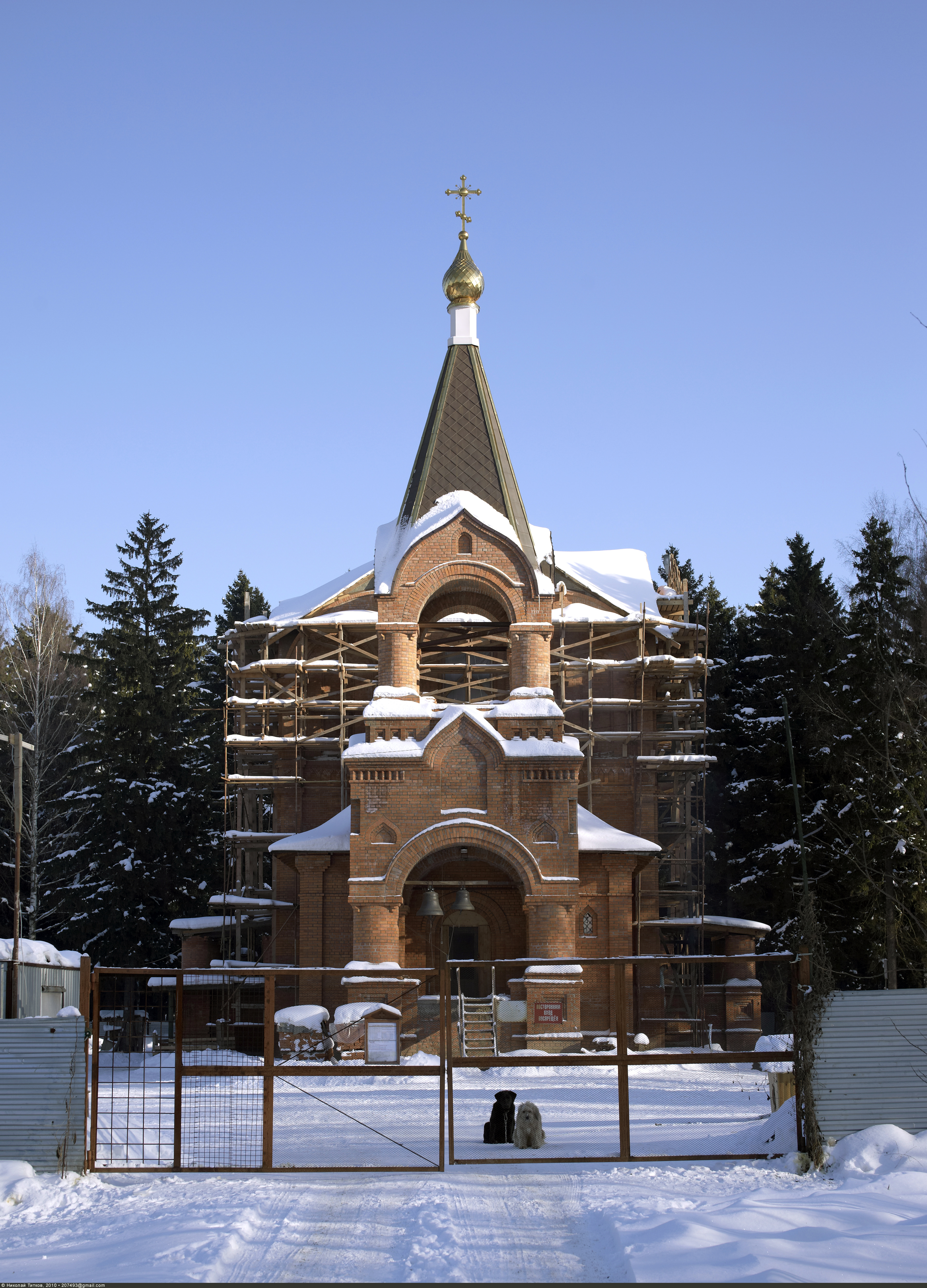
Храм новомучеників та сповідників Російських